# Baliomorpha pezidion
Baliomorpha pezidion là một loài Trichoptera trong họ Hydropsychidae. Chúng phân bố ở miền Australasia.